# Marian Jaworski
Marian Franciszek Jaworski (ucraïnès: Мар'ян Францішек Яворський; Lviv, 21 d'agost de 1925 – Cracòvia, 5 de setembre de 2020) fou un cardenal de l'Església Catòlica i arquebisbe emèrit de Lviv dels Llatins.

## Biografia
Nascut fill de Wincenty i Stanisława Łastowiecka in Lwów, Polònia (avui Lviv, Ucraïna). Estudià al Seminari major de Lwów, sent ordenat prevere a Cracòvia el 25 de juny de 1950. Serví com a prevere durant dos anys (1950-1952) abans de tornar als estudis, obtenint tres doctorats al 1965 (un en teologia per la Universitat Jagielloniana, i en filosofia per la Universitat catòlica de Lublin i per la Acadèmia teològica de Varsòvia.
Al 1970 va ser nomenat secretari del Consell Científic de Bisbes Polonesos entre 1970 i 1984. Va ser Degà de la Pontifícia Facultat Teològica de Cracòvia entre 1976 i 1981, i rector entre 1981 i 1987.
Nomenat administrador apostòlic de Lviv pels territoris fora de Polònia al maig de 1984, va ser consagrat bisbe el 23 de juny de mans del cardenal Franciszek Macharski, rebent la seu titular de Lambesi. Va ser promogut a arquebisbe el 16 de gener de 1991 de la mateixa seu.
Entre 1992 i 2008 va presidir la Conferència Episcopal Ucraïnesa.
Va ser creat cardenal in pectore pel Papa Joan Pau II al consistori del 21 de febrer de 1998, sent un dels quatre nomenaments secrets que va fer durant el seu pontificat. El cardenalat de Jawoeski va ser fet públic al consistori del 21 de febrer de 2001. Va ser un dels cardenals electors que participaren en el conclave de 2005 que escollí el Papa Benet XVI. Al 2006 va assolir l'edat de 80 anys, perdent el dret a participar en futurs conclaves.
El 21 d'octubre de 2008 el Papa acceptà la seva renúncia com a arquebisbe.

## Publicacions
- The Philosophy of Person: Solidarity and Cultural Creativity, Council for Research in Values and Philosophy, Series IVA, Vol. 1 (2005).

## Honors
Orde de Iaroslav el Savi de V Classe (2004)
 Orde de Iaroslav el Savi de IV Classe (2006)
 Comendador amb Placa de l'Orde de Polònia Restituta (17 de setembre de 2007)